# Football Club Montceau Bourgogne
 (janvier 2023).
Si vous disposez d'ouvrages ou d'articles de référence ou si vous connaissez des sites web de qualité traitant du thème abordé ici, merci de compléter l'article en donnant les références utiles à sa vérifiabilité et en les liant à la section « Notes et références ».
Maillots
Dernière mise à jour : 30 Mai 2025.
Le Football Club Montceau Bourgogne est un club de football français situé à Montceau-les-Mines et fondé en 1948. 
Le club évolue en National 3 (5ème division) pour la saison 2024-2025, conséquence de la montée sportive obtenue lors de l'exercice précédent.

## Historique
Le club est fondé en 1948 sous le nom d'Union Sportive Blanzy-Montceau par fusion du Sporting Club Montcellien et de l'Union Sportive de Blanzy. Il a évolué sept saisons en Division 2 entre 1982 et 1990, et a adopté le statut professionnel de 1984 à 1989.

### Les débuts du club
L'Union Sportive Blanzy-Montceau est fondée en 1948 par fusion du Sporting Club Montcellien club fondé avant la Première Guerre mondiale et de l'Union Sportive de Blanzy. Blanzy est une commune limitrophe de Montceau.
Ces deux clubs évoluaient en Division d'Honneur de la Ligue de Bourgogne en 1947-1948.
En unissant les forces de ces deux clubs solides, les résultats ne se font pas attendre, et dès la saison 1948-49, l'USBM remporte le titre de champion de Bourgogne permettant à Blanzy-Montceau d'accéder à l'élite amateurs : le championnat de France Amateurs.

### Grandeur et décadence
Promu en CFA, Blanzy-Montceau s'y illustre particulièrement de 1954 à 1962.
Point d'orgue de cette période, l'USBM enlève le titre de son groupe de CFA en 1957 sous la conduite de l'entraîneur-joueur Oscar Iskierka. Le club replonge ensuite en DH en 1963.
En 1967, le club absorbe le FC Bois de Verne et devient l'Entente de Montceau. Malgré sa nouvelle appellation, l'Entente ne parvient pas à s'extraire du niveau régional avant 1978 sous la présidence de Gérard Clayeux.
Ce dernier permet au club de franchir les paliers pour évoluer en Division 2 de 1982 à 1990, avec un retour en D3 lors de la saison 1984-1985.
Dès 1982, le nouveau des stade des alouettes 6 000 places est utilisé.
En 1984, Gérard Clayeux fait franchir au club le Rubicon du professionnalisme, avec un nouveau nom à la clé : FC Montceau Bourgogne.
Le président Clayeux met en place un système de loges dans le stade des Alouettes qui procurent à elles seules un sixième du budget du club.

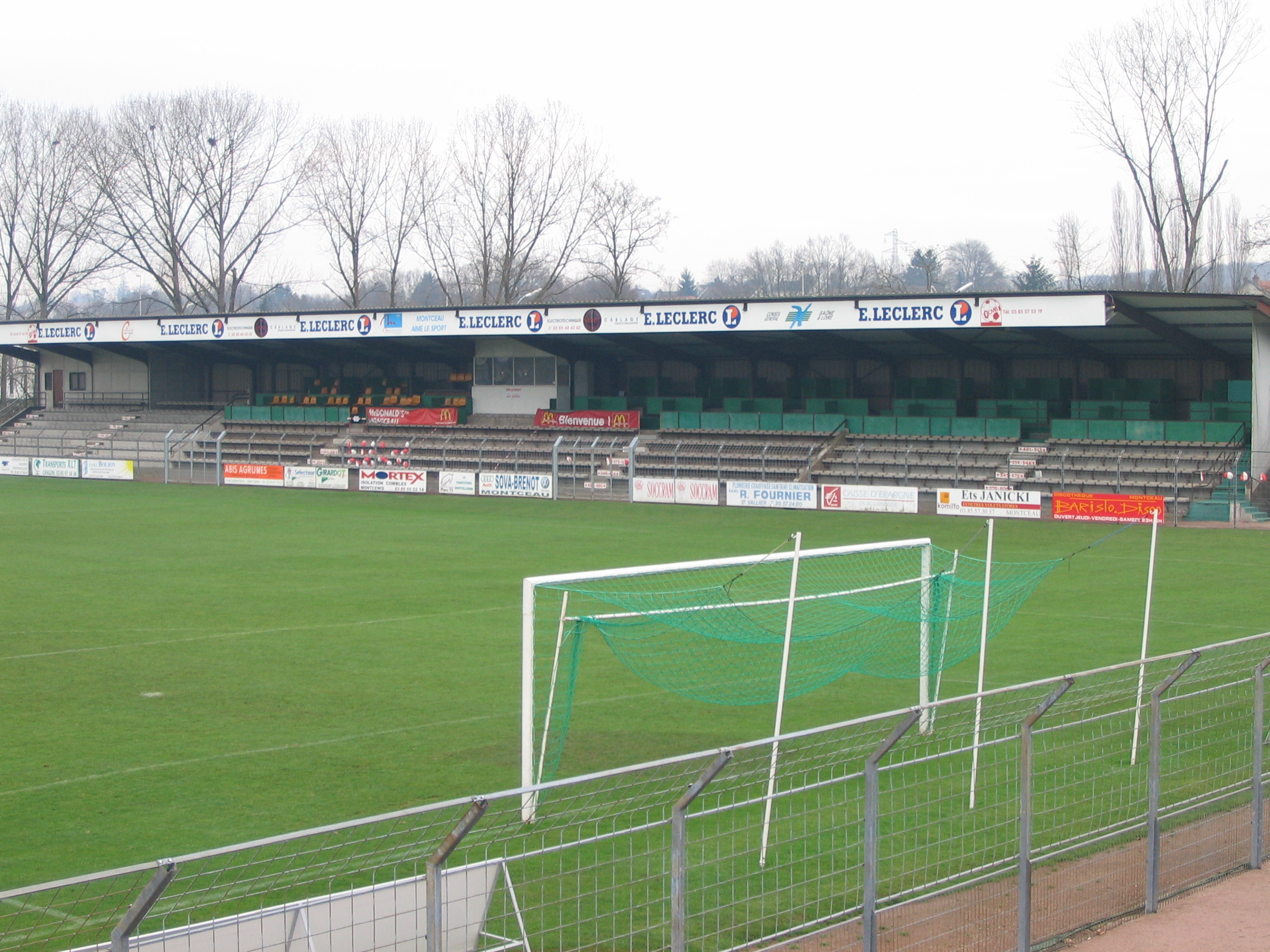
Stade des Alouettes -1-.

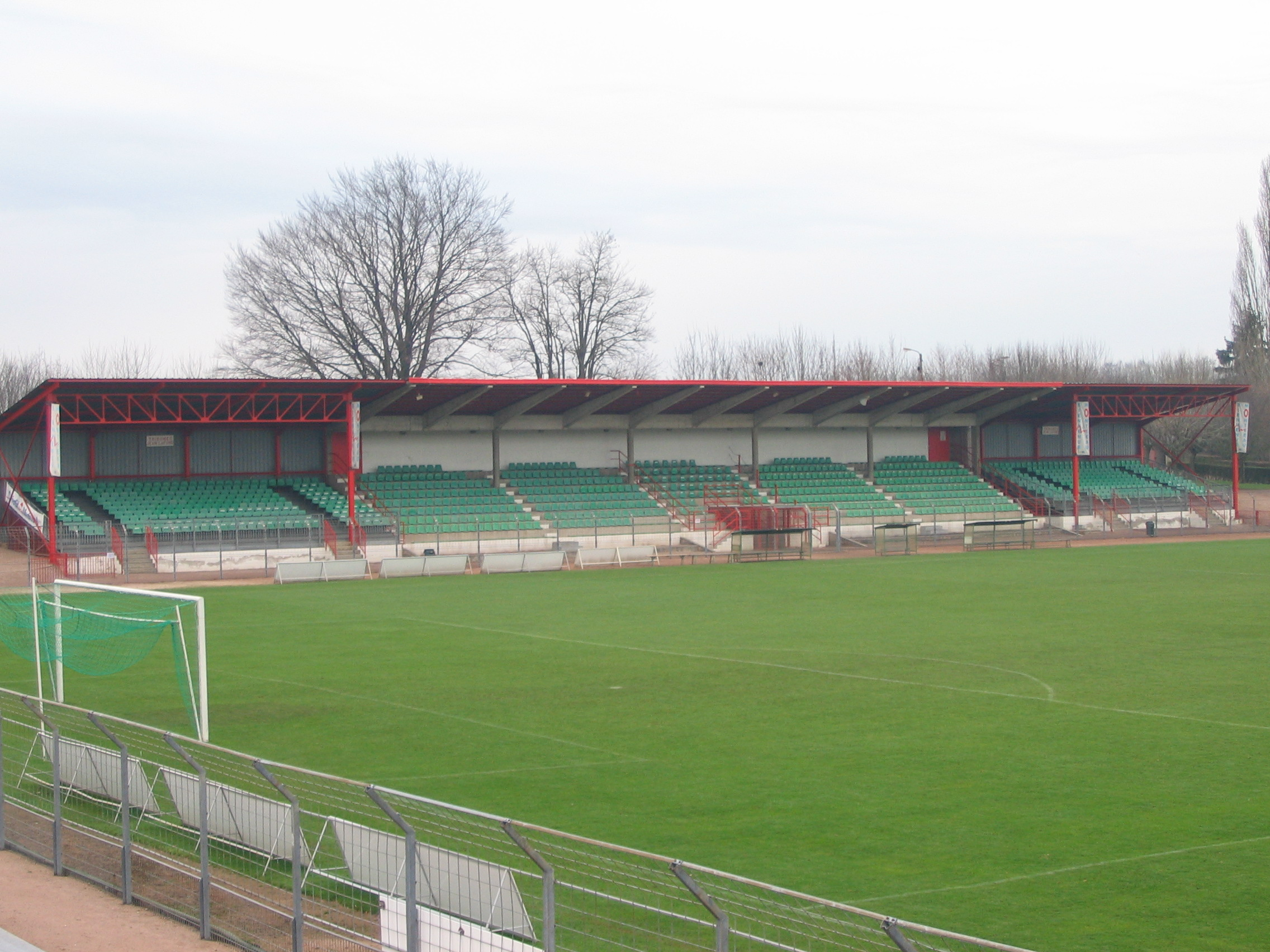
Stade des Alouettes -2-.

Parmi les joueurs qui évoluèrent à Montceau à cette période, citons l'entraîneur Jean-François Jodar et les joueurs Yves Bertucci, Roland Wagner et Farès Bousdira.
En 1988, le club va terminer à la 4e de son groupe en D2, luttant jusqu'à la dernière journée pour les barrages d'accession en D1.
Le FCMB créera même l'exploit cette année-là en s'imposant à Gerland 2-0 face à l'Olympique Lyonnais et en étant la seule équipe à mener à la mi-temps sur le terrain du FC Sochaux Leader incontesté du groupe.
L'année précédente les "Cadets Nationaux" Élite des championnats de jeunes à cette époque là avaient atteint les 1/4 de finale de la coupe Gambardella après avoir battu le FC Metz et le Paris St Germain.
Les rapports deviennent houleux entre le président Gérard Clayeux et le maire de Montceau, accusé par Clayeux de ne pas suffisamment soutenir le club.
Un déménagement à Chalon-sur-Saône est même mis à l'étude, une manifestation est organisée en ville par les supporters...
Afin de montrer sa détermination, le président démissionne de ses fonctions en juin 1989, laissant le club avec 1,3 million de francs de déficit.
Le club perd alors son statut professionnel, mais sauve sa tête en D2 grâce à l'insistance du nouveau président du club : Alain Ayache, patron de presse. Devant l'absence totale d'aide municipale, Alain Ayache renonce à sa présidence quelques mois plus tard.
Incapable de signer la moindre victoire entre le 21 octobre 1989 et le 5 mai 1990, le club chute en D3 Maintien sportif avec le titre de meilleur buteur du groupe pour Réginald Ray avec 21 buts, mais relégation sur tapis vert puis D4 Nouvelle relégation, sportive cette fois.
Montceau évolue en DH Bourgogne dans les années 1990.
Le club joue les premiers rôles avec une équipe de jeunes du cru (Rapacz, les frères Zubko, Beaucaire...) soutenus dans les tribunes par leurs supporters : les Ultras Red Killers Montceau.
En point d'orgue, signalons le match de coupe de France contre le FC Nantes en 2000, avec un stade des Alouettes plein pour une défaite 6-0 face au futur vainqueur.
Le club remonte en CFA 2 en 2004.
En 2004-2005 le club Montcelien finit 6e avec 12 victoires, 8 nuls et 10 défaites.
Le FCMB monte en CFA en lors de la saison 2005-2006 en finissant 4e 16 victoires, 8 nuls et 6 défaites.

### L'épopée en Coupe de France (2006-2007)
À la peine en championnat de CFA, le club signe un véritable exploit le 31 janvier 2007, en éliminant les Girondins de Bordeaux, club de Ligue 1, accédant ainsi pour la première fois de son histoire aux quarts de finale de la Coupe de France.
Puis, le 28 février, le club amateur parvient à sortir le RC Lens, alors en deuxième position dans le classement de L1, obtenant ainsi une qualification historique en demi-finales. Le 17 avril, Montceau affronte Sochaux pour une place au Stade de France.
Les amateurs tiennent jusqu'aux prolongations mais sont finalement éliminés 2-0 par les futurs vainqueurs de la compétition.
Le Stade des Alouettes n'étant pas aux normes, ces trois matchs eurent lieu à Gueugnon, au Stade Jean-Laville.
Les adversaires du FC Montceau Bourgogne :
- Quatrième tour : Chevigny St Sauveur (Prom.District) 2-4
- Cinquième tour : SC Selongey (CFA2). Score : 3-1.
- Sixième tour : FC Sens (CFA2). Score : 1-1 et 3-4 aux tirs au but.
- Septième tour : Jura Sud Foot (CFA). Score : 2-1.
- Huitième tour : EDS Montluçon (CFA). Score : 5-5, et 10-11 aux tirs au but.
- 32es de finale : Sporting Club de Feignies (CFA2). Score : 1-2.
- 16es de finale : GSI Pontivy (CFA). Score : 0-2.
- 8es de finale : Girondins de Bordeaux (Ligue 1). Score : 2-2 et 5-4 aux tirs au but.
- Quarts de finale : Racing Club de Lens (Ligue 1). Score : 1-0.
- Demi-finale : FC Sochaux (Ligue 1). Score : 0-2 après prolongation.

Montceau sort de la Coupe par la grande porte, invaincu dans le temps réglementaire face à 3 clubs de Ligue 1.
Pour cette première année en CFA, Montceau finit 10e de son championnat 2006-2007 avec 14 victoires, 7 nuls et 13 défaites.

### De 2007 à maintenant: Des hauts et des bas
Le club finit 7e en 2007-2008 avec 13 victoires, 9 nuls et 12 défaites.
Le FCMB termine à la 4e place du groupe Sud.
Pour la saison Championnat de France amateur de football 2009-2010 et bien qu'ayant assuré sportivement le maintien en CFA 11e avec 12 victoires, 9 nuls et 13 défaites, le FCMB est relégué administrativement en CFA 2 par la DNCG pour la saison 2010-2011, il faut rajouter qu'à la trêve hivernale, le club reçoit par la DNCG une pénalité de 3 points au classement et une interdiction de recrutement pour des problèmes de gestion.
En Coupe de France, le FCMB s'incline à Tours 2-1 au 8e tour.
Le club repart donc en CFA 2 pour la saison 2010-2011 et rate de peu la remontée directe 3e avec 21 victoires, 7 nuls et 4 défaites.
La seconde année dans le cinquième échelon nationale permet à Montceau, qui finit premier de sa poule avec 18 victoires, 8 nuls et 4 défaites, de remonter en CFA. Cette montée se fait en deux temps; tout d'abord, le club se voit refuser la montée par la DNCG, mais à la deuxième présentation, la montée est validée.
Depuis 2012, le club souffre mais obtient son maintien de justesse presque à chaque fois sauf pour la saison 2014-2015 avec une belle 4e place 13 victoires, 6 nuls et 11 défaites.
Ainsi le FCMB finit deux fois 14e en 2012-2013 10 victoires, 8 nuls et 16 défaites et un repêchage pour rétrogradations administratives d'autres clubs et 2013-2014 10 victoires, 6 nuls et 14 défaites et également repêché pour les mêmes raisons que la saison précédente et deux fois 13e en 2015-2016 8 victoires, 8 nuls et 14 défaites et 2016-2017 7 victoires, 7 nuls et 14 défaites.
La saison 2017-2018 voit le départ du coach Yannick Chandioux, qui part prendre en main l'équipe féminine du Dijon FCO ( D 2). L'ancien gardien emblématique du RC Lens, Guillaume Warmuz, est alors nommé sur le banc montcellien. Il annonce sa démission le 23 avril 2018 en raison, notamment, des résultats catastrophiques. Plusieurs sources affirment toutefois qu'il a été poussé vers la sortie par les dirigeants. La fin de saison est assurée par un duo formé de Christian Malod et de Lionel Large. Finalement, Montceau termine avant-dernier du groupe B avec 10 victoires, 6 nuls et 14 défaites. Il est donc relégué en National 3 pour le championnat 2018-2019.
Montceau végète en National 3 jusqu'en 2023 où, à l'issue d'une saison particulièrement difficile, le club descend en Régional 1, l'équivalent du sixième échelon du football français. L'équipe est relégué deux journées avant la fin du championnat de N3.

## Palmarès
- Champion DH Bourgogne : 1949, 1952, 1954, 1967, 1978, 1984 (Équipe réserve), 2001, 2004 et 2008 (Équipe réserve).
- Championnat de France Amateur CFA / National 2 : Champion du groupe sud-est en 1957 et 4e du groupe en 2015.
- Coupe de Bourgogne : 1953, 1955, 1957, 1958, 1961, 1973.
- Super Coupe du Pays Minier : 1993, 1994.
- Palmarès France Football : Club Promotionnel de l'année 2007.
- Montée en National 3 pour la saison 2023-2024
- Seule club invaincues des 6 première division (Régional 1 à Ligue 1 Uber Eat).

### Autres faits marquants
- 7 saisons en D2
- Coupe de France : Demi-finaliste en 2007. 16e de finale 1963 et 2000. 32e de finale 1951, 1954, 1957, 1958, 1960, 1962, 1964, 1988, 1989, 1990, 2001, 2005.
- Coupe Gambardella : 1/4 de finaliste en 1987, 1/8 de finaliste en 1988.

## Personnalités du club
Clément Turpin

### Anciens entraîneurs
- 1957-1961 :  Camille Cottin
- 1963-1968 :  André Deschamps
- 1968-1969 :  Louis Gabrillargues
- 1972-1973 :  Albert Rougemont
- 1973-1978 :  Michel Bossy
- 1978-1983 :  Prudent Bacquet
- 1983-1987 :  Jean-François Jodar
- 1987-1988 :  Jean-Yves Chay
- 1988-1989 :  Guy Stéphan
- 2000-2003 :  Pascal Moulin
- 2003-2017 :  Yannick Chandioux et  Lionel Large
- 2017-avr. 2018 :  Guillaume Warmuz
- Avr. 2018 - mai 2018 :  Lionel Large et  Christian Manod.
- 2018 - 2022 :  Jean-Philippe Forêt et  Lionel Large
- 2022-2023 :  Lionel Large
- 2023 :  Christophe Forest
- depuis 2023 :  Lionel Large

## Sources
- coll., Dictionnaire historique des clubs de football français, tome 1, Pages de Foot, 1999, p. 240-242
- Site footballenfrance.fr
- Site montceau-news-com
- France Football n° 3219b du 21/12/07